# Partito al-Wasat
Il Partito al-Wasaṭ al-Gadīd (in arabo حزب الوسط الجديد‎?, Ḥizb al-Wasaṭ al-Ǧadīd), "Nuovo Partito di Centro" semplicemente chiamato Partito al-Wasaṭ o al-Wasaṭ, è un partito politico egiziano religioso di centro.

## Fondazione
È stato fondato nel 1996 da Abū l-ʿAlā Māḍī (in arabo أبو العلا ماضي‎?) come una scheggia della Fratellanza Musulmana, che Māḍī accusa di avere "gracili orizzonti politici". La creazione del partito al-Wasaṭ è stata criticata dai Fratelli Musulmani, che hanno accusato Māḍī di cercare di dividere la Fratellanza. Il partito non è stato accolto meglio dal governo del presidente Hosni Mubarak che ha tradotto i suoi fondatori di fronte a una corte di giustizia militare sotto l'imputazione di aver organizzato un partito per dar vita a un Fronte islamista. Al-Wasaṭ ha cercato di ottenere per quattro volte la propria legalizzazione ufficiale tra il 1996 e il 2009, ma le sue domande sono state respinte ogni volta dalla Commissione per i partiti politici, che era presieduta da un esponente di spicco del partito di governo presidenziale, il Partito Nazionale Democratico. I partiti politici formati su base religiosa sono infatti stati messi al bando dalla Costituzione egiziana, un cui emendamento (l'articolo 5) riguardante tale punto è stato votato nel Referendum egiziano del 2007.

### Riconoscimento
Al-Wasaṭ ha infine ricevuto la necessaria autorizzazione il 19 febbraio 2011, dopo che una corte di giustizia del Cairo ha approvato la sua richiesta, spinta dagli avvenimenti in corso. Ciò ha fatto del Partito al-Wasaṭ il primo partito a ottenere uno status legale dopo le forzate dimissioni del presidente Mubarak. Il suo statuto ufficiale così riconosciuto ha permesso ad al-Wasaṭ di partecipare alla competizione elettorale prevista per il mese di novembre 2011, e ha fatto di esso il primo partito legale in Egitto ad avere una base ideologica esplicitamente islamica.

## Ideologia
Il partito afferma che il suo obiettivo è quello di promuovere una visione tollerante dell'Islam, sposandone i principi con quelli del Liberalismo. Il suo fondatore Abū l-ʿAlā Maḍī afferma come prova della sua apertura ideologica che tra i 24 membri di maggior rilievo del partito vi sono due Copti e tre donne. Malgrado al-Wasaṭ sostenga un sistema politico che sia fermamente ancorato ai principi della Legge islamica, esso afferma anche che i principi della Shari'a sono flessibili e che sono pienamente compatibili con i principi del pluralismo e dell'uguaglianza dei diritti della persona". Il manifesto del partito accetta il diritto di un cristiano di diventare Capo dello Stato in un paese a maggioranza musulmana. Il suo fondatore paragona la sua ideologia a quella del Partito della Giustizia e dello Sviluppo turco (AKP).